# Truppenübungsplatz Boletice

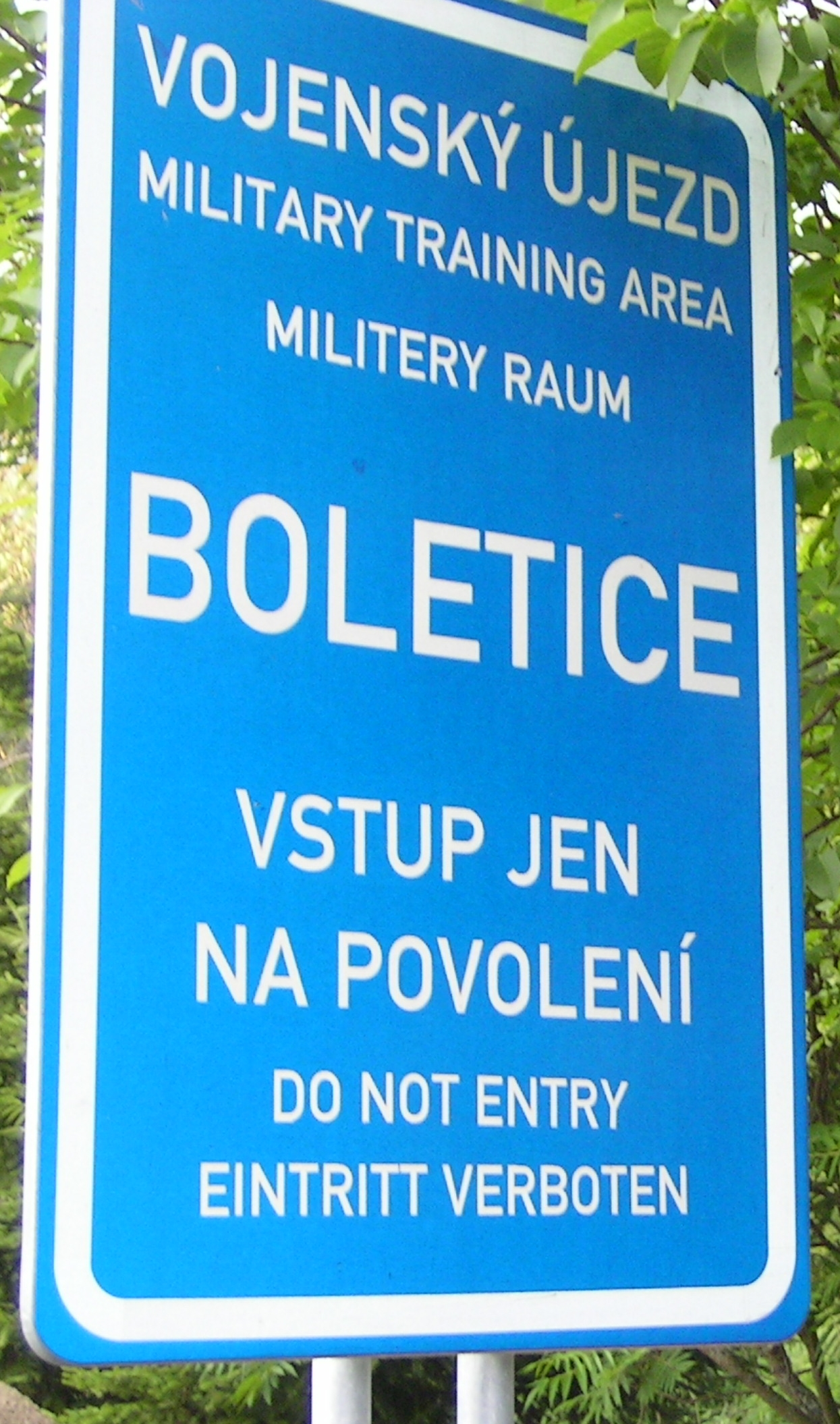
Warnschild am Truppenübungsplatz

Der Truppenübungsplatz Boletice (tschechisch VVP Boletice, auch Vojenský újezd Boletice) ist ein besonderes, direkt dem Staat zugehöriges Gebiet in Tschechien. Der Truppenübungsplatz befindet sich südwestlich von Budweis im Okres Český Krumlov zwischen Volary, Horní Planá und Český Krumlov links des Moldautales und des oberen Teiles des Lipnostausees im Böhmerwald-Vorland (Šumavské podhůří) und umfasste ursprünglich eine Fläche von 219,49 km². Sitz des Truppenübungsplatzes ist Kájov.

## Geographie

### Gliederung
Das Gebiet des Truppenübungsplatzes wird durch die Grenzen der Katastralbezirke Arnoštov u Českého Krumlova, Boletice, Jablonec u Českého Krumlova, Ondřejov u Českého Krumlova, Polná u Českého Krumlova, Třebovice u Českého Krumlova und Uhlíkov u Českého Krumlova bestimmt.
Der Truppenübungsplatz Boletice gliedert sich in die Wohnplätze Boletice (Polletitz) und Třebovice (Siebitz).

### Nachbargemeinden
| Volary, Zbytiny                                   | Křišťanov                                   | Ktiš      |
| Pěkná (isolierter Ortsteil der Gemeinde Nová Pec) | Kompassrose, die auf Nachbargemeinden zeigt | Chvalšiny |
| Želnava                                           | Horní Planá, Polná na Šumavě                | Kájov     |

## Geschichte
Der Truppenübungsplatz wurde am 1. Juli 1950 für die Tschechoslowakische Armee errichtet. Bis nach dem Zweiten Weltkrieg befanden sich auf seinem Gebiet 48 Dörfer mit etwa 7.000 bis 10.000 mehrheitlich deutschböhmischen Bewohnern. Nach deren Vertreibung 1945/46 waren diese Orte kaum mehr bewohnt und wurden seit 1947 vollständig abgesiedelt. Nachdem das Gelände 1949 von der Zivilbevölkerung geräumt war, begann der fast vollständige Abriss der Dörfer.
Auf den Fluren des Truppenübungsplatzes befanden sich u. a. die Dörfer Beníkovice (Penketitz), Bezděkov (Pösigl), Bílovice (Pilletitz), Bláto (Benetschlag), Boletice (Polletitz; namensgebend für den Truppenübungsplatz), Břevniště (Tussetschlag), Chlumany (Chumau), Dětochov (Tichtihöfen), Dolany (Dollern), Dolní Brzotice (Böhmdorf), Hořičky (Hörwitzl), Horní Brzotice (Perschetitz), Hostínov (Hossen), Hvozd (Hochwald), Jablonec (Ogfolderhaid), Kovářovice (Schmieding), Květná (Blumenau), Květušín (Quitosching), Lomek (Haidl), Loutka (Reith), Lštín (Irresdorf), Maňávka (Böhmisch Haidl), Míšňany (Meisetschlag), Mladoňov (Plattetschlag), Nová Víska (Neudörfel), Nový Špičák (Neu Spitzenberg), Ondřejov (Andreasberg), Osí (Schönfelden), Otice (Ottetstift), Petrov (Peterbach), Podvoří (Podwurst), Polečnice (Neustift), Polná na Šumavě (Stein im Böhmerwald), Pražačka (Pragerstift), Račín (Ratschin), Sádlno (Zodl), Šavlova Lhota (Schlagl), Skelná Huť (Glashütten), Staré Hutě (Althütten), Starý Špičák (Alt Spitzenberg), Střemily (Richterhof), Strouhy (Graben), Svíba (Schwiegrub), Třebovice (Siebitz), Uhlíkov (Uhligsthal), Vitěšovice (Kriebaum), Vítěšovičtí Uhlíři (Kriebaumkollern), Vlčí Jámy (Wolfsgrub), Vražice (Proßnitz), Zadní Bor (Hinterhaid) und Zlatá (Goldberg).
Am 1. Januar 2015 wurde der Truppenübungsplatz Boletice verkleinert. Aus den Ansiedlungen Polná na Šumavě und Květušín wurde die Gemeinde Polná na Šumavě gebildet. Außerdem wurden folgende Katastralbezirke ausgegliedert:
- Březovík 1 und Březovík 2 zur Gemeinde Ktiš,
- Hájenky zur Gemeinde Křišťanov
- Houbový Vrch und Maňávka u Českého Krumlova zur Gemeinde Horní Planá
- Kraví Hora zur Gemeinde Kájov,
- Mýtina u Želnavy zur Gemeinde Želnava
- Okrouhlík zur Gemeinde Chvalšiny

Die Ortslage Boletice wurde 2016 nach Kájov ausgegliedert.